# رافائل مگال
رافائل مگال (ارمنی: Ռաֆայել Մելիքյան؛ انگلیسی: Rafael Megall با نام اصلی رافائل آرمنی ملیکیان ارمنی: Ռաֆայել Արմենի Մելիքյան؛ زادهٔ ۲ ژانویهٔ ۱۹۸۳) یک نقاش اهل ارمنستان است. عنوان هنرمند افتخاری جمهوری ارمنستان در سال ۲۰۱۳ به وی اعطا گردیده است.

## زندگی‌نامه
وی در بین سال‌های ۱۹۹۸ تا ۲۰۰۴ در آکادمی دولتی هنرهای زیبای ارمنستان تحصیل نموده است. وی از سال ۲۰۰۸ عضو اتحادیه نقاشان ارمنستان است. از سال ۱۹۹۵ اقدام به برگزاری نمایشگاه‌های انفرادی نموده است که از جمله آنها می‌توان برگزاری نمایشگاه در ایروان، فلورانس، نیویورک، تورنتو، کویت، لندن، پاریس اشاره کرد. نقاشی‌های وی در نگارخانه ملی ارمنستان نگهداری می‌شود.

## جوایز و افتخارات
- مدال طلای وزارت فرهنگ جمهوری ارمنستان (۲۰۱۲)
- هنرمند افتخاری جمهوری ارمنستان (۲۰۱۳)[۱]
- مدال آرشیل گورکی وزارت جماعت ارمنیان پراکنده (۲۰۱۴)[۲]